# Marian Synowiecki
Marian Synowiecki, ps. „Hilary”, „Synek” (ur. 17 czerwca 1908 w Łodzi, zm. 14 grudnia 1972 w Warszawie) – działacz socjalistyczny.

## Życiorys
Synowiecki urodził się w rodzinie robotniczej, był synem Ignacego Synowieckiego i Ewy z domu Kaniewskiej. Po śmierci swojego ojca zamieszkał z ciotką – Józefą Synowiecką w Warszawie, gdzie uczęszczał na kurs elektrotechniczny w szkole teletechników Dyrekcji Poczt i Telegrafów, po której został zatrudniony w jednym z oddziałów DPiT. Następnie podjął pracę w Międzymiastowym Urzędzie Telekomunikacyjnym Warszawa. W 1927 ukończył naukę na poziomie szkoły średniej. Od 1924 działał w Organizacji Młodzieży Towarzystwa Uniwersytetu Robotniczego w Warszawie, w 1926 został członkiem zarządu koła OMTUR na Powiślu. Od 1927 działał w PPS, współorganizując kierowaną przez Rajmunda Jaworowskiego paramilitarną milicję. Był przeciwny rozłamowi w PPS, broniąc drukarni partyjnej przy ul. Wareckiej 7 w Warszawie, a także prowadził zbiórkę broni i pieniędzy na milicję PPS. W 1928 na polecenie Mieczysława Niedziałkowskiego został redaktorem „Robotnika”. W latach 1929–1930 redagował również partyjne czasopisma takie jak „Pobudka”, „Chłopska Prawda”, w których publikował artykuły polityczne.
W 1929 został członkiem Komitetu Dzielnicy Powiśle Warszawskiego Okręgowego Komitetu Robotniczego (OKR) PPS. Wraz ze Stanisławem Dubois i Adamem Obarskim współorganizował manifestację PPS, 29 marca 1930 na placu Trzech Krzyży. 29 kwietnia 1930 był organizatorem ochrony dla wiecu Centrolewu podczas Kongresu Obrony Praw i Wolności Ludu. Wraz z Edmundem Chodyńskim dostarczał broń dla milicji PPS oraz brał udział w zamieszkach z policją w Alejach Ujazdowskich.
29 października 1930 aresztowano go za udział w nielegalnej demonstracji i zbrojny atak na policję, osadzając w Areszcie Centralnym. 4 lutego 1931 skazano go na 4 lata ciężkiego więzienia, zwalniając 30 sierpnia 1931 za kaucją. Synowiecki następnie pracował w biurze Sekretariatu Generalnego Centralnego Komitetu Wykonawczego PPS, a także w Centralnym Wydziale Wiejskim PPS. Ponadto należał od 1933 do sądu koleżeńskiego OMTUR, a także był od 1935 skarbnikiem Robotniczego Towarzystwa Przyjaciół Dzieci, Oddział w Warszawie oraz był członkiem Robotniczego Towarzystwa Służby Społecznej. W ramach OKR PPS w Warszawie należał od 1936 do sądu partyjnego, a w 1939 był członkiem komisji rewizyjnej. W 1937 został członkiem Komisji Opieki Społecznej miasta stołecznego Warszawy.
Po rozpoczęciu II wojny światowej działał w Siedlcach, gdzie z prezydentem miasta Marianem Grabowskim organizował działania dywersyjne robotników, a następnie uczestniczył w przejęciu przez OKR PPS w Warszawie broni ze składów Wojska Polskiego w Palmirach na rzecz Robotniczych Batalionów Obrony Warszawy. Następnie po kapitulacji pracował na Żoliborz w spółdzielni spożywców i spółdzielni mieszkaniowej, a później od 1941 w elektrowni. Od 1943 działał na Żoliborzu w Milicji Robotniczej PPS-Wolność, Równość, Niepodległość (WRN), pod dowództwem Teodora Zielińskiego. Synowiecki w ramach swojej działalności w milicji kolportował jej publikacje i prowadził szkolenia bojowe. Podczas powstania warszawskiego działał w stopniu podporucznika i był zastępcą komendanta Milicji Robotniczej PPS-WRN w okręgu Warszawa-Północ. Po przegranym powstaniu przebywał w okolicach Krakowa. W lutym 1945 powrócił do Warszawy po jej wyzwoleniu i rozpoczął pracę w elektrowni, zostając w październiku 1945 wiceprzewodniczącym rady zakładowej, a także wiceprzewodniczącym Zarządu Związku Zawodowego Pracowników Użyteczności Publicznej – Oddział Elektrownia Warszawska, jednocześnie będąc przewodniczącym PPS w dzielnicy Powiśle.
28 lipca 1946 został członkiem Rady Stołecznej PPS i przez rok należał do jej Stołecznego Komitetu. W 1947 podjął pracę w wydawnictwie „Wiedza”. Po zjednoczeniu PZPR i PPR został członkiem PZPR, ale nie pełnił w nowo utworzonej partii żadnej funkcji. W tym samym toku podjął zatrudnienie w Robotniczej Spółdzielni Wydawniczej „Prasa”, a w latach 1949–1952 pracował w Państwowych Wydawnictwach Gospodarczych „Polgos”, a następnie od 1953 w Państwowych Zakładach Wydawnictw Lekarskich. W 1956 zaangażował się w działalność Komisji Opieki Społecznej Dzielnicowej Rady Narodowej na Żoliborz, a także został członkiem zarządu dzielnicowego i głównego ZBoWiD. W 1958 rozczarowany działalnością PZPR, wystąpił z partii. W 1960 podjął pracę Państwowych Wydawnictwach Ekonomicznych. W 1964 doznał zawału serca, przeszedł na rentę oraz zaniechał działalności w Komisji Opieki Społecznej i ZBoWiD.
Zmarł 14 grudnia 1972 w Warszawie. Został pochowany na cmentarzu Wolskim w Warszawie.

### Życie prywatne
Żoną Synowieckiego była Leoncją Leokadia z domu Piłacka – działaczka socjalistyczna i siostrą Fabiana Piłackiego, z którą miał 3 córki: Jadwigę Marię Figurską – lekarkę (ur. 1934), Kazimierę Zofię Nowak – pracownicę socjalną (ur. 1937) i Ewę Leoncję Bilkę – polonistkę (ur. 1947).

## Odznaczenia
- Srebrny Krzyż Zasługi (1946),
- Złoty Krzyż Zasługi (1966),
- Odznaka Grunwaldzka (1947),
- Medal za Warszawę 1939–1945 (1947),
- Krzyż Walecznych (1971)[1].